# Olympische Sommerspiele 2020/Teilnehmer (Jamaika)
| Gelbes Symbol für Goldmedaillen mit stilisierten Olympischen Ringen | Graues Symbol für Silbermedaillen mit stilisierten Olympischen Ringen | Braundes Symbol für Bronzemedaillen mit stilisierten Olympischen Ringen |
| ------------------------------------------------------------------- | --------------------------------------------------------------------- | ----------------------------------------------------------------------- |
| 4                                                                   | 1                                                                     | 4                                                                       |

Jamaika nahm an den Olympischen Spielen 2020 in Tokio mit 54 Sportlern in sechs Sportarten teil. Es war die insgesamt 18. Teilnahme an Olympischen Sommerspielen.

## Teilnehmer nach Sportarten

### Boxen
| Athleten      | Wettbewerb                    | 1. Runde | 1. Runde | Achtelfinale | Achtelfinale | Viertelfinale | Viertelfinale | Halbfinale    | Halbfinale    | Finale        | Finale        | Rang |
| Athleten      | Wettbewerb                    | Gegner   | Erg.     | Gegner       | Erg.         | Gegner        | Erg.          | Gegner        | Erg.          | Gegner        | Erg.          | Rang |
| ------------- | ----------------------------- | -------- | -------- | ------------ | ------------ | ------------- | ------------- | ------------- | ------------- | ------------- | ------------- | ---- |
| Männer        |                               |          |          |              |              |               |               |               |               |               |               |      |
| Ricardo Brown | Superschwergewicht über 91 kg | Freilos  | Freilos  | S. Kumar     | 1:4          | ausgeschieden | ausgeschieden | ausgeschieden | ausgeschieden | ausgeschieden | ausgeschieden | 9    |

### Judo
| Athleten             | Wettbewerb | 1. Runde | 1. Runde | 2. Runde | 2. Runde | Achtelfinale  | Achtelfinale  | Viertelfinale | Viertelfinale | Halbfinale / Trostrunde | Halbfinale / Trostrunde | Finale / Platz 3 | Finale / Platz 3 | Rang |
| Athleten             | Wettbewerb | Gegner   | Ergebnis | Gegner   | Ergebnis | Gegner        | Ergebnis      | Gegner        | Ergebnis      | Gegner                  | Ergebnis                | Gegner           | Ergebnis         | Rang |
| -------------------- | ---------- | -------- | -------- | -------- | -------- | ------------- | ------------- | ------------- | ------------- | ----------------------- | ----------------------- | ---------------- | ---------------- | ---- |
| Frauen               |            |          |          |          |          |               |               |               |               |                         |                         |                  |                  |      |
| Ebony Drysdale Daley | bis 70 kg  | B. Timo  | 0s3:10   | —        | —        | ausgeschieden | ausgeschieden | ausgeschieden | ausgeschieden | ausgeschieden           | ausgeschieden           | ausgeschieden    | ausgeschieden    | 17   |

### Leichtathletik
Laufen und Gehen 
| Athleten | Wettbewerb        | Runde 1     | Runde 1 | Halbfinale    | Halbfinale    | Finale        | Finale        | Rang          |
| Athleten | Wettbewerb        | Zeit        | Rang    | Zeit          | Rang          | Zeit          | Rang          | Rang          |
| --- | ----------------- | ----------- | ------- | ------------- | ------------- | ------------- | ------------- | ------------- |
| Frauen |                   |             |         |               |               |               |               |               |
| Shelly-Ann Fraser-Pryce                                                                                         | 100 m             | 10,84 s     | 1       | 10,73 s       | 1             | 10,74 s       | 2             | Silber        |
| Shelly-Ann Fraser-Pryce                                                                                         | 200 m             | 22,22 s     | 1       | 22,13 s       | 1             | 21,94 s       | 4             | 4             |
| Shericka Jackson                                                                                                | 100 m             | 11,07 s     | 2       | 10,79 s       | 2             | 10,76 s       | 3             | Bronze        |
| Shericka Jackson                                                                                                | 200 m             | 23,26 s     | 4       | ausgeschieden | ausgeschieden | ausgeschieden | ausgeschieden | ausgeschieden |
| Elaine Thompson-Herah                                                                                           | 100 m             | 10,82 s     | 1       | 10,76 s       | 1             | 10,61 s       | 1             | Gold          |
| Elaine Thompson-Herah                                                                                           | 200 m             | 22,86 s     | 3       | 21,53 s       | 1             | 21,66 s       | 1             | Gold          |
| Roneisha McGregor                                                                                               | 400 m             | 51,14 s     | 2       | 50,34 s       | 3             | ausgeschieden | ausgeschieden | ausgeschieden |
| Candice McLeod                                                                                                  | 400 m             | 51,09 s     | 1       | 49,51 s       | 2             | 49,87 s       | 5             | 5             |
| Stephenie Ann McPherson                                                                                         | 400 m             | 50,89 s     | 1       | 49,34 s       | 1             | 49,61 s       | 4             | 4             |
| Natoya Goule | 800 m             | 1:59,83 min | 1       | 1:59,57 min   | 1             | 1:58,26 min   | 8             | 8             |
| Aisha Praught-Leer                                                                                              | 1500 m            | 4:15,31 min | 13      | ausgeschieden | ausgeschieden | ausgeschieden | ausgeschieden | ausgeschieden |
| Britany Anderson                                                                                                | 100 m Hürden      | 12,67 s     | 1       | 12,40 s       | 1             | 13,24 s       | 8             | 8             |
| Megan Tapper | 100 m Hürden      | 12,53 s     | 2       | 12,62 s       | 2             | 12,55 s       | 3             | Bronze        |
| Yanique Thompson                                                                                                | 100 m Hürden      | 12,74 s     | 2       | DNF           | DNF           | ausgeschieden | ausgeschieden | ausgeschieden |
| Leah Nugent | 400 m Hürden      | DSQ         | DSQ     | ausgeschieden | ausgeschieden | ausgeschieden | ausgeschieden | ausgeschieden |
| Janieve Russell                                                                                                 | 400 m Hürden      | 54,81 s     | 2       | 54,10 s       | 2             | 53,08 s       | 4             | 4             |
| Ronda Whyte | 400 m Hürden      | DSQ         | DSQ     | ausgeschieden | ausgeschieden | ausgeschieden | ausgeschieden | ausgeschieden |
| Remona Burchell Shelly-Ann Fraser-Pryce Shericka Jackson Natasha Morrison Elaine Thompson-Herah Briana Williams | 4 × 100-m-Staffel | 42,14 s     | 3       | —             | —             | 41,02 s       | 1             | Gold          |
| Junelle Bromfield Shericka Jackson Roneisha McGregor Janieve Russell Stacey-Ann Williams                        | 4 × 400-m-Staffel | 3:21,45 min | 2       | —             | —             | 3:21,24 min   | 3             | Bronze        |
| Männer |                   |             |         |               |               |               |               |               |
| Yohan Blake | 100 m             | 10,06 s     | 2       | 10,14 s       | 6             | ausgeschieden | ausgeschieden | ausgeschieden |
| Yohan Blake | 200 m             | DNS         | DNS     | ausgeschieden | ausgeschieden | ausgeschieden | ausgeschieden | ausgeschieden |
| Oblique Seville                                                                                                 | 100 m             | 10,04 s     | 2       | 10,09 s       | 4             | ausgeschieden | ausgeschieden | ausgeschieden |
| Tyquendo Tracey                                                                                                 | 100 m             | DNS         | DNS     | ausgeschieden | ausgeschieden | ausgeschieden | ausgeschieden | ausgeschieden |
| Rasheed Dwyer                                                                                                   | 200 m             | 20,31 s     | 1       | 20,13 s       | 2             | 20,21 s       | 7             | 7             |
| Julian Forte | 200 m             | 20,65 s     | 6       | ausgeschieden | ausgeschieden | ausgeschieden | ausgeschieden | ausgeschieden |
| Nathon Allen | 400 m             | 46,12 s     | 4       | ausgeschieden | ausgeschieden | ausgeschieden | ausgeschieden | ausgeschieden |
| Demish Gaye | 400 m             | 45,49 s     | 4       | 45,09 s       | 4             | ausgeschieden | ausgeschieden | ausgeschieden |
| Christopher Taylor                                                                                              | 400 m             | 45,20 s     | 3       | 44,92 s       | 2             | 44,79 s       | 6             | 6             |
| Ronald Levy | 110 m Hürden      | 13,17 s     | 1       | 13,23 s       | 1             | 13,10 s       | 3             | Bronze        |
| Hansle Parchment                                                                                                | 110 m Hürden      | 13,23 s     | 2       | 13,23 s       | 2             | 13,04 s       | 1             | Gold          |
| Damion Thomas                                                                                                   | 110 m Hürden      | 13,54 s     | 3       | 12,39 s       | 3             | ausgeschieden | ausgeschieden | ausgeschieden |
| Jaheel Hyde | 400 m Hürden      | 48,54 s     | 1       | 1:27,38 min   | 8             | ausgeschieden | ausgeschieden | ausgeschieden |
| Shawn Rowe | 400 m Hürden      | 49,18 s     | 3       | 48,83 s       | 6             | ausgeschieden | ausgeschieden | ausgeschieden |
| Kemar Mowatt | 400 m Hürden      | 49,06 s     | 4       | 48,95 s       | 5             | ausgeschieden | ausgeschieden | ausgeschieden |
| Yohan Blake Julian Forte Jevaughn Minzie Oblique Seville                                                        | 4 × 100-m-Staffel | 37,82 s     | 1       | —             | —             | 37,84 s       | 5             | 5             |
| Nathon Allen Karayme Bartley Demish Gaye Jaheel Hyde Christopher Taylor                                         | 4 × 400-m-Staffel | 2:59,29 min | 2       | —             | —             | 2:58,76 min   | 6             | 6             |
| Mixed |                   |             |         |               |               |               |               |               |
| Sean Bailey Karayme Bartley Junelle Bromfield Stacey-Ann Williams                                               | 4 × 400-m-Staffel | 3:11,76 min | 3       | —             | —             | 3:14,95 min   | 7             | 7             |

 Springen und Werfen 
| Athleten            | Wettbewerb  | Qualifikation | Qualifikation | Finale        | Finale        | Rang |
| Athleten            | Wettbewerb  | Weite/Höhe    | Rang          | Weite/Höhe    | Rang          | Rang |
| ------------------- | ----------- | ------------- | ------------- | ------------- | ------------- | ---- |
| Frauen              |             |               |               |               |               |      |
| Tissanna Hickling   | Weitsprung  | 6,22 m        | 24            | ausgeschieden | ausgeschieden | 24   |
| Chanice Porter      | Weitsprung  | 6,19 m        | 25            | ausgeschieden | ausgeschieden | 25   |
| Shanieka Ricketts   | Dreisprung  | 14,43 m       | 6             | 14,84 m       | 4             | 4    |
| Kimberly Williams   | Dreisprung  | 14,30 m       | 9             | 14,51 m       | 8             | 8    |
| Lloydricia Cameron  | Kugelstoßen | 17,43 m       | 22            | ausgeschieden | ausgeschieden | 22   |
| Danniel Thomas-Dodd | Kugelstoßen | 18,37 m       | 13            | ausgeschieden | ausgeschieden | 13   |
| Shadae Lawrence     | Diskuswurf  | 62,27 m       | 12            | 62,12 m       | 7             | 7    |
| Männer              |             |               |               |               |               |      |
| Tajay Gayle         | Weitsprung  | 8,14 m        | 4             | 7,69 m        | 11            | 11   |
| Carey McLeod        | Weitsprung  | 7,75 m        | 21            | ausgeschieden | ausgeschieden | 21   |
| Carey McLeod        | Dreisprung  | 16,01 m       | 24            | ausgeschieden | ausgeschieden | 24   |
| Fedrick Dacres      | Diskuswurf  | 62,91 m       | 13            | ausgeschieden | ausgeschieden | 13   |
| Traves Smikle       | Diskuswurf  | 59,04 m       | 25            | ausgeschieden | ausgeschieden | 25   |
| Chad Wright         | Diskuswurf  | 62,93 m       | 12            | 62,56 m       | 9             | 9    |

### Schwimmen
| Athleten      | Wettbewerb          | Vorlauf     | Vorlauf | Halbfinale    | Halbfinale    | Finale        | Finale        | Rang |
| Athleten      | Wettbewerb          | Zeit        | Rang    | Zeit          | Rang          | Zeit          | Rang          | Rang |
| ------------- | ------------------- | ----------- | ------- | ------------- | ------------- | ------------- | ------------- | ---- |
| Frauen        |                     |             |         |               |               |               |               |      |
| Alia Atkinson | 100 m Brust         | 1:07,70 min | 22      | ausgeschieden | ausgeschieden | ausgeschieden | ausgeschieden | 22   |
| Männer        |                     |             |         |               |               |               |               |      |
| Keanan Dols   | 200 m Schmetterling | 2:00,25 min | 34      | ausgeschieden | ausgeschieden | ausgeschieden | ausgeschieden | 34   |
| Keanan Dols   | 200 m Lagen         | 2:04,29 min | 43      | ausgeschieden | ausgeschieden | ausgeschieden | ausgeschieden | 43   |

### Turnen

#### Gerätturnen
Bei den Weltmeisterschaften 2019 in Stuttgart konnte Danusia Francis einen Quotenplatz für Jamaika im Mehrkampf erturnen. Somit war Jamaika mit einer Sportlerin auch an den jeweiligen Einzelgeräten in der Qualifikation startberechtigt. Sie turnte in der Qualifikation allerdings nur am Stufenbarren.
| Athleten        | Wettbewerb   | Qualifikation | Qualifikation | Finale        | Finale        | Rang |
| Athleten        | Wettbewerb   | Punkte        | Rang          | Punkte        | Rang          | Rang |
| --------------- | ------------ | ------------- | ------------- | ------------- | ------------- | ---- |
| Frauen          |              |               |               |               |               |      |
| Danusia Francis | Stufenbarren | 3,033         | 88            | ausgeschieden | ausgeschieden | 88   |

### Wasserspringen
| Athleten           | Wettbewerb        | Vorkampf | Vorkampf | Halbfinale | Halbfinale | Finale        | Finale        | Rang |
| Athleten           | Wettbewerb        | Punkte   | Rang     | Punkte     | Rang       | Punkte        | Rang          | Rang |
| ------------------ | ----------------- | -------- | -------- | ---------- | ---------- | ------------- | ------------- | ---- |
| Männer             |                   |          |          |            |            |               |               |      |
| Yona Knight-Wisdom | Kunstspringen 3 m | 411,65   | 13       | 362,95     | 15         | ausgeschieden | ausgeschieden | 15   |